# Nangela
Nangela is een bestuurslaag in het regentschap Sukabumi van de provincie West-Java, Indonesië. Nangela telt 2980 inwoners (volkstelling 2010).